# جيري شتال
جيري شتال (بالإنجليزية: Gerry Stahl) هو عالم حاسوب أمريكي، ولد في 16 مارس 1945 في ويلمنغتون في الولايات المتحدة.

## وصلات خارجية
- الموقع الرسمي